# Carnaubawachs

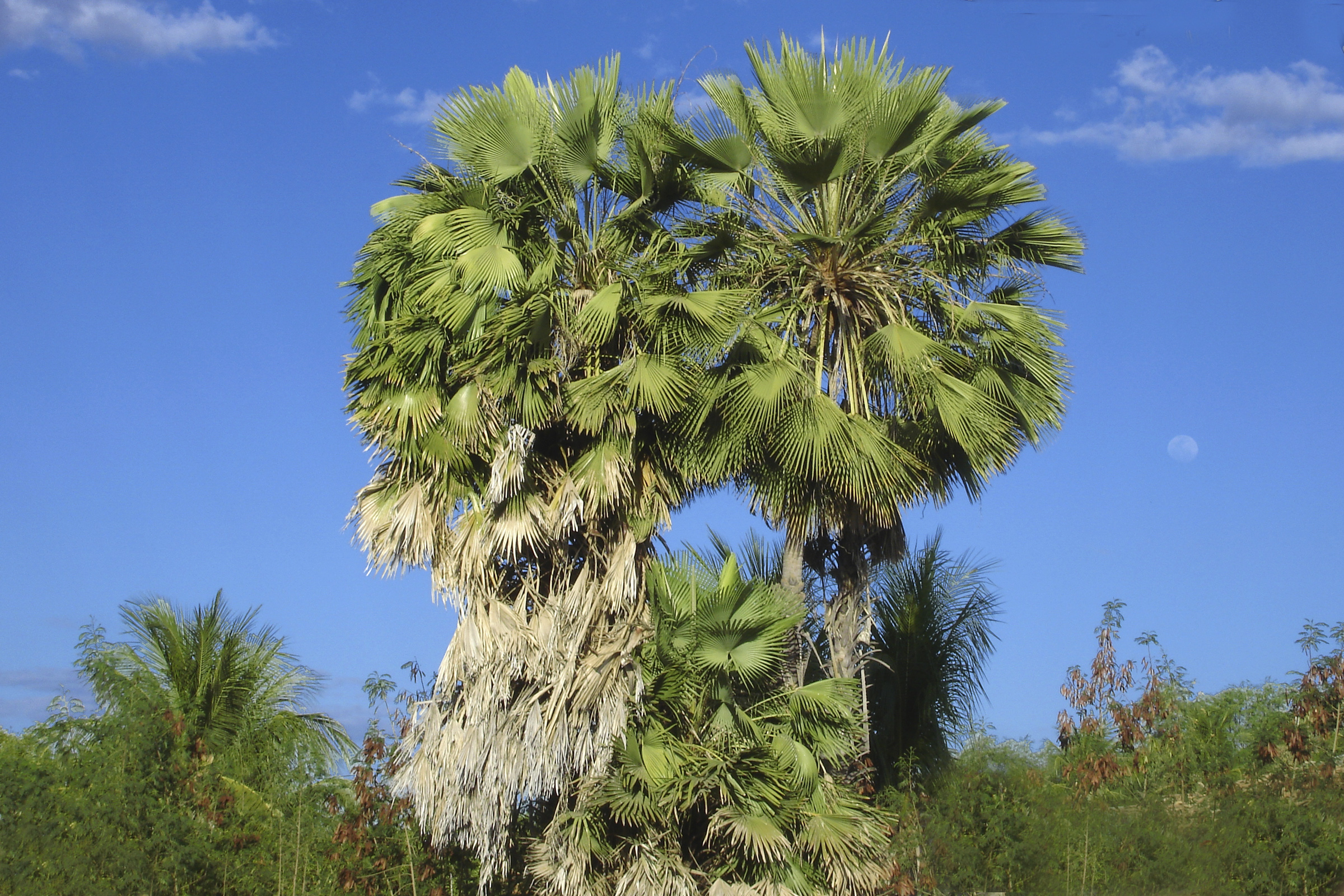
Carnaubapalme (Copernicia prunifera)

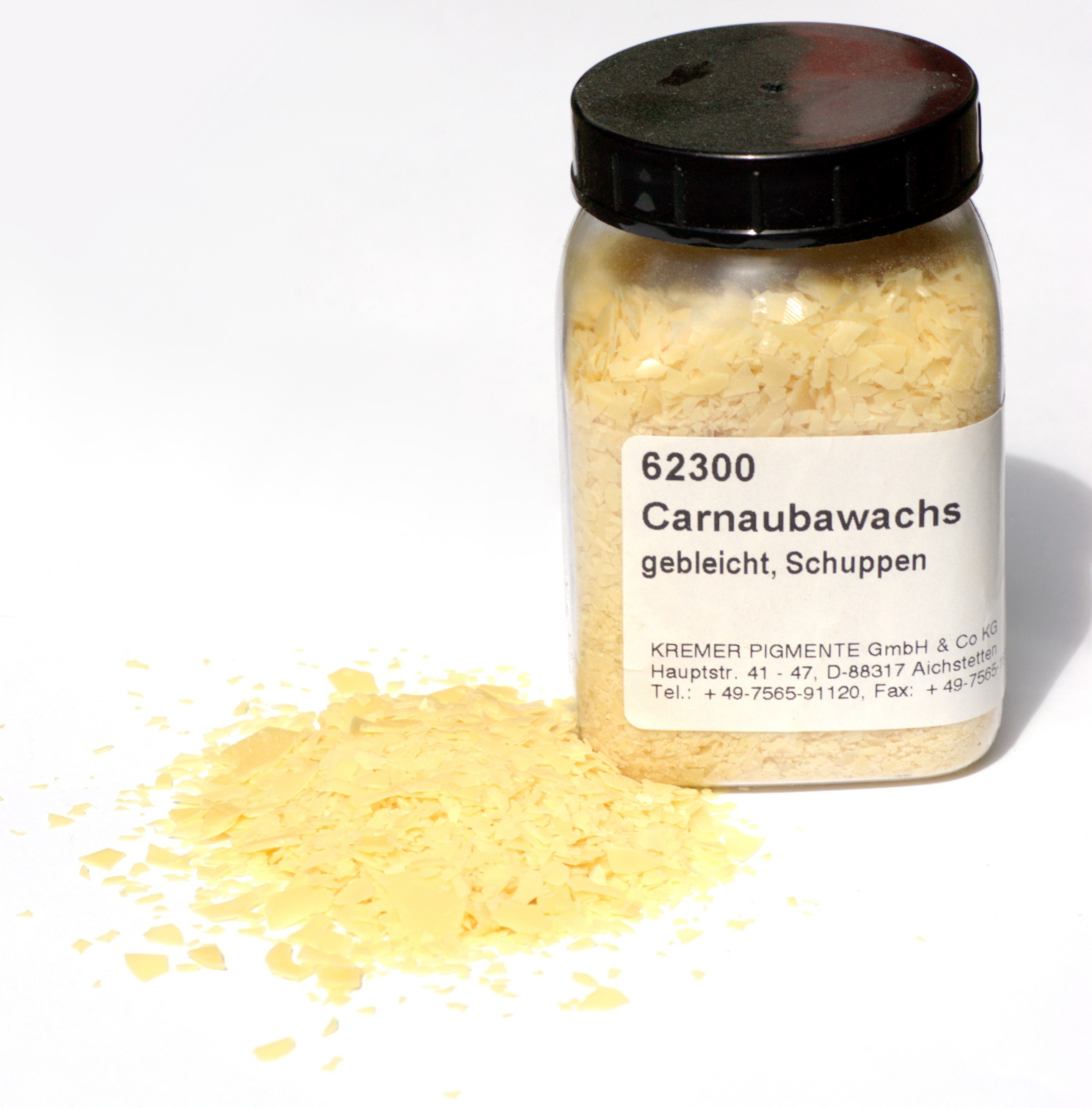
Carnaubawachs

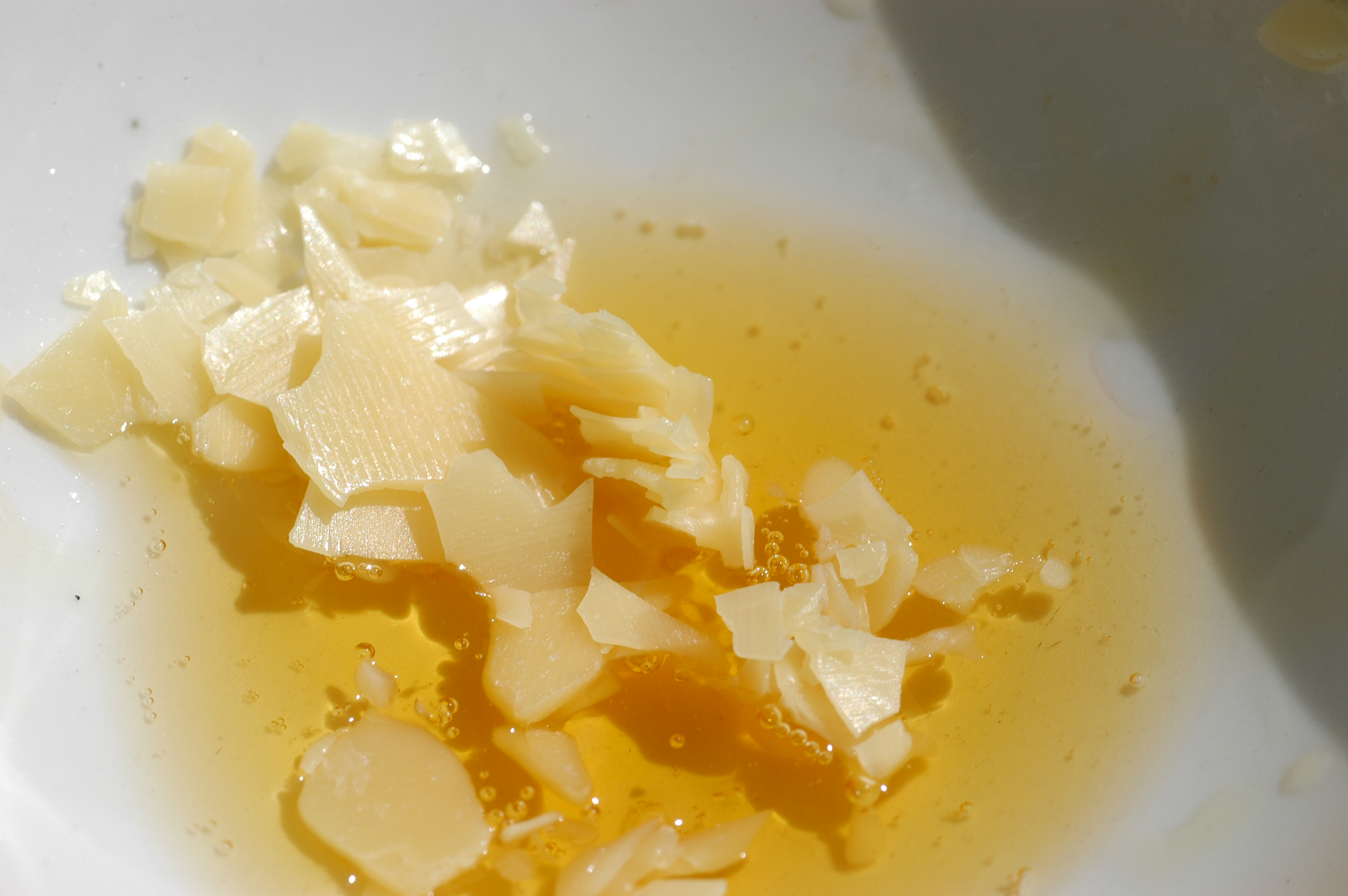
Carnaubawachs, teilweise geschmolzen

Carnaubawachs (lateinisch Cera Carnaubae), auch Brasilianisches Wachs oder Cearawachs, stammt aus dem Blatt-Exsudat der in Brasilien wachsenden Carnaubapalme (Copernicia prunifera). Es wird vor allem in der Lebensmittel- und Kosmetikindustrie, in Medikamenten und als Bestandteil in Autowachsen und Polituren verwendet.

## Gewinnung
Carnaubawachs wird von den beidseitig mit einer pulverförmigen Wachsschicht bedeckten Blättern gewonnen. Diese löst sich teilweise nach dem Trocknen der Blätter ab, der Rest wird durch Bürsten, Klopfen und Schaben von den längs gespaltenen Blättern abgelöst. Ein Blatt ergibt etwa 5 Gramm Carnaubawachs. Eine ausgewachsene Palme hat ungefähr 35 Blätter, von denen in ein bis zwei Ernten pro Jahr 10 bis 20 Blätter geerntet werden. Das Wachs wird anschließend geschmolzen und von den sich absetzenden Verunreinigungen befreit und abgesiebt. Das Wachs kann mit Paraffin vermischt gebleicht werden.
Man kann auch die jungen Triebe und Blätter in Wasser auskochen und das Wachs abschöpfen.
Der Name entstammt dem brasilianisch-portugiesischen Carnahuba und dem Alt-Tupi karana'iwa. Es wurde erstmals 1648 erwähnt.
Das Wachs wurde in Brasilien seit 1810 in größerem Stil verwendet. Es ist seit Mitte des 19. Jh. in Europa gebräuchlich, 1846 wurde erstmals Wachs in größeren Mengen aus Brasilien exportiert und ab 1890 wurden die ersten Plantagen angelegt.

## Eigenschaften
Rohes Carnaubawachs besitzt eine helle gelbliche, grünliche, bis dunkelgraue Farbe, es ist von Luftbläschen durchsetzt, hart, spröde, leicht zerreibbar und fast geschmacklos. Es ist das härteste bekannte natürliche Wachs. Es hat etwa die Dichte von Wasser; ca. 0,98 kg/l, sein hoher Schmelzpunkt von 80 bis 87 °C hält es auch in warmen Räumen und bei Sonneneinstrahlung stabil. Gereinigtes Wachs ist hellgelb; gebleicht (mit Bleicherde, Wasserstoffperoxid) ist es fast weiß. Weißes Wachs ist dagegen eine Mischung mit Ceresin. Es gibt drei Sorten: gelb oder mittelgelb, fettgrau und kurantgrau.
Es ist unlöslich in Wasser, löslich in Ether, Benzol, Xylol, Benzin, Chloroform, heißem Alkohol und heißem Terpentinöl, es ist schwer verseifbar.
Carnaubawachs ist unverdaulich und wird bei Verzehr (auch durch Tiere) auf natürlichem Wege wieder ausgeschieden. Es gilt als gesundheitlich unbedenklich und ist frei von Duftstoffen, was für Allergiker bedeutsam sein kann.

## Inhaltsstoffe
Carnaubawachs besteht zu etwa 85 % aus Estern langkettiger Fettsäuren (Wachssäuren), ω-Hydroxycarbonsäuren und aromatischen Carbonsäuren wie Zimtsäuren. Als Alkoholkomponente kommen Fettalkohole (Wachsalkohole) und Diole vor. Daneben sind auch jeweils rund 2–3 % unveresterte Diole, langkettige Wachssäuren, wie Behensäure, Carnaubasäure, Cerotinsäure, Lignocerinsäure oder Melissinsäure, Wachsalkohole und auch gesättigte Kohlenwasserstoffe vorhanden.
Es wird unter der CAS-Nr. 8015-86-9 geführt.

## Produktion und wirtschaftliche Bedeutung
Brasilien ist das einzige Land mit bedeutender Carnaubaproduktion. Der größte Teil der Produktion wird zu Pulver verarbeitet. Die brasilianische Erzeugung von Carnaubawachs-Pulver betrug rund 19.000  t im Jahr 2007. Innerhalb Brasiliens findet die Hauptproduktion im Bundesstaat Piauí statt (69,3 %). An zweiter Stelle kommt der Bundesstaat Ceará mit 28 %. Die Produktion von Carnaubawachs betrug dagegen nur rund 3.000  t, wobei in diesem Fall Ceará der größte Erzeuger war mit 81,8 % der Produktion, gefolgt vom Bundesstaat Rio Grande do Norte mit 16,8 %.
Im semi-ariden Nordosten Brasiliens ist Carnaubawachs traditionell eines der wichtigsten Exportprodukte. Es haben sich jedoch bis heute keine intensiv bewirtschafteten Plantagen etabliert. Stattdessen werden natürliche Carnaubabestände in regelmäßigen Abständen beerntet (Extraktivismus). Dies liegt zum einen daran, dass eine neu angelegte Plantage etwa 20 Jahre bräuchte, bis sie eine angemessene Produktion liefern würde, so dass entsprechende Investitionen gescheut werden. Zum anderen liefert Carnauba gegenüber anderen Kulturen nur geringe Erlöse pro Hektar. Auf kargen Böden kommt Carnauba jedoch in hoher Dichte vor und aufgrund der relativ stabilen Weltmarktnachfrage nach Carnaubawachs war dieser Bestand zur Deckung der Nachfrage bisher ausreichend.
Um eine verantwortungsbewusste Carnauba-Wachsproduktion im Hinblick auf die sozialen Probleme sowie zum Schutz der biologischen Vielfalt in den Carnauba-Wachsproduktionsgebieten zu fördern, wurde 2018 die „Initiative für verantwortungsbewusstes Carnauba“ (englisch Initiative for Responsible Carnauba (IRC)) im Rahmen des Projekts „Private Business Action for Biodiversity“. Es wurde zusammen mit Union for Ethical Biotrade (UEBT) gegründet. Neben der Stärkung der Arbeitnehmerrechte fokussiert sich die Initiative auch auf die Umsetzung von sogenannten BAPs – Biodiversity Actions Plans, die einen verantwortungsbewussten Anbau in den Carnauba-Wachsproduktionsgebieten fördern.
Mehr als 20 Unternehmen (Stand August 2020) sind seit dem Gründungsjahr 2018 der Initiative beigetreten. Darunter Hersteller, Lieferanten sowie bekannte „Brands“, die gemeinsam Sozial-, Rückverfolgbarkeits- und Biodiversitätsstandards für den Sektor etablieren. Aktivitäten der Initiative sind u. a. ein mit der NGO Associação Caatinga entwickeltes "Handbuch über gute Praktiken" für den Sektor und 12 Lernvideos, die per WhatsApp und YouTube Feldarbeiter erreichen sollen, um sie über ihre Rechte zu informieren.

## Verwendung
Carnaubawachs wird oft mit anderen Wachsen gemischt verwendet. Es findet vor allem in der Lebensmittel- und der Kosmetikindustrie sowie in Medikamenten Verwendung, unter anderem als:
- natürliches Trenn- und Überzugsmittel für z.  B. Kaugummis oder Gummibären (Lebensmittelzusatzstoff E 903). Carnaubawachs hat dabei ähnliche Funktionen wie Bienenwachs (E 901) oder Schellack (E 904).
- konservierende Beschichtung von Citrusfrüchten
- Poliermittel beim Dragieren, als Konsistenzgeber in Salben, Cremes und anderen halbfesten Arzneimitteln, als Weichmacher in der Pflasterherstellung
- Konsistenzgeber in kosmetischen Produkten (COPERNICIA CERIFERA CERA (INCI)[13])

Auch in Pflegemitteln für Gebrauchsgegenstände wird Carnaubawachs verwendet:
- zur Oberflächenbehandlung von Möbeln, Holzböden, Bodenfliesen und Musikinstrumenten
- in Autopolituren und Autowachsen
- als Poliermittel für Bruyère-Pfeifenköpfe
- als Bestandteil von Schuhcreme
- in Kombination mit Bienenwachs als Didgeridoo-Mundstück
- in Firnissen

In der Lackindustrie werden mikronisiertes Carnaubawachspulver oder Carnaubadispersionen (in organischen Lösemitteln suspendiertes oder in Wasser emulgiertes Carnaubawachs) als Oberflächenadditiv eingesetzt, um die Kratzbeständigkeit zu verbessern und den Reibungswiderstand der Oberfläche herabzusetzen.
Kohlepapier wird mit Carnaubawachs hergestellt. Frühe Schallplatten bestanden aus einer Wachsmischung, die Carnaubawachs enthielt; später wurden Master-Recordings (Erstaufzeichnung) auf einer speziellen, dicken Carnaubawachs-Scheibe aufgezeichnet.